# Хюе (Міста провінційного підпорядкування)
Хюе (в'єт. Huế) — місто провінційного підпорядкування у центральній частині В'єтнаму, колишнє провінційне місто В'єтнаму. Місто було столицею провінції Тхиатх'єн-Хюе (в'єт. Thừa Thiên-Huế) в регіоні Північного Центрального узбережжя В'єтнаму, розташоване недалеко від центру В'єтнаму. Важливим є культурний, політичний, економічний, освітній та туристичний центр центральної частини В'єтнаму. У 1802—1945 роках Хюе був столицею в'єтнамської феодальної династії Нгуєн. Площа 83,3 км², населення у 2003 році становило 350 400 осіб, що становить 1,5 % від загальної площі і населення В'єтнаму. Густота населення близько 4200 осіб/км².
У місті є два об'єкти Світової культурної спадщини ЮНЕСКО.

## Географія
Місто Хюе розташоване в межах 16—16,80° пн. ш. і 107,8—108,20° сх. д., на двох берегах річки Хионг, майже за 100 км на північ від перевалу Хайван і за 12 км від берега Тихого океану. Хюе знаходиться за 15 км від міжнародного аеропорту Фубай і за 50 км від глибоководного порту Чанмаі.
Місцевість Хюе, розташована на рівнині між річками Хионг і Бо, має середню висоту близько 3—4 м над рівнем моря. Ландшафт відносно рівний, місцями високі пагорби (Нгибінь, Вонгкань). Досить часті дощі на хребті Чионгшон, де починаються річки Хионг і Бо, призводять до повеней в околиці Хюе.

### Клімат
Місто знаходиться у зоні, котра характеризується мусонним кліматом. Найтепліший місяць — червень із середньою температурою 29,4 °C. Найхолодніший місяць — січень, із середньою температурою 20 °С.
| Клімат Хюе              | Клімат Хюе | Клімат Хюе | Клімат Хюе | Клімат Хюе | Клімат Хюе | Клімат Хюе | Клімат Хюе | Клімат Хюе | Клімат Хюе | Клімат Хюе | Клімат Хюе | Клімат Хюе | Клімат Хюе |
| Показник                | Січ.       | Лют.       | Бер.       | Квіт.      | Трав.      | Черв.      | Лип.       | Серп.      | Вер.       | Жовт.      | Лист.      | Груд.      | Рік        |
| Абсолютний максимум, °C | 34         | 36         | 38         | 40         | 39         | 40         | 40         | 40         | 38         | 35         | 35         | 32         | 40         |
| Середній максимум, °C   | 23         | 24         | 27         | 30         | 33         | 34         | 34         | 34         | 31         | 28         | 26         | 23         | 29         |
| Середня температура, °C | 20         | 21         | 23         | 26         | 28         | 29         | 29         | 29         | 27         | 25         | 23         | 20         | 25         |
| Середній мінімум, °C    | 17         | 18         | 20         | 22         | 23         | 25         | 25         | 24         | 23         | 22         | 20         | 18         | 21         |
| Абсолютний мінімум, °C  | 8          | 11         | 12         | 13         | 17         | 21         | 20         | 21         | 18         | 16         | 12         | 11         | 8          |
| Норма опадів, мм        | 180        | 90         | 60         | 60         | 80         | 90         | 50         | 130        | 500        | 680        | 640        | 370        | 2980       |
| Вологість повітря, %    | 87         | 87         | 84         | 79         | 74         | 69         | 67         | 70         | 79         | 84         | 84         | 86         | 79         |
| ----------------------- | ---------- | ---------- | ---------- | ---------- | ---------- | ---------- | ---------- | ---------- | ---------- | ---------- | ---------- | ---------- | ---------- |
| Джерело: Weatherbase    |            |            |            |            |            |            |            |            |            |            |            |            |            |

## Етимологія Хюе

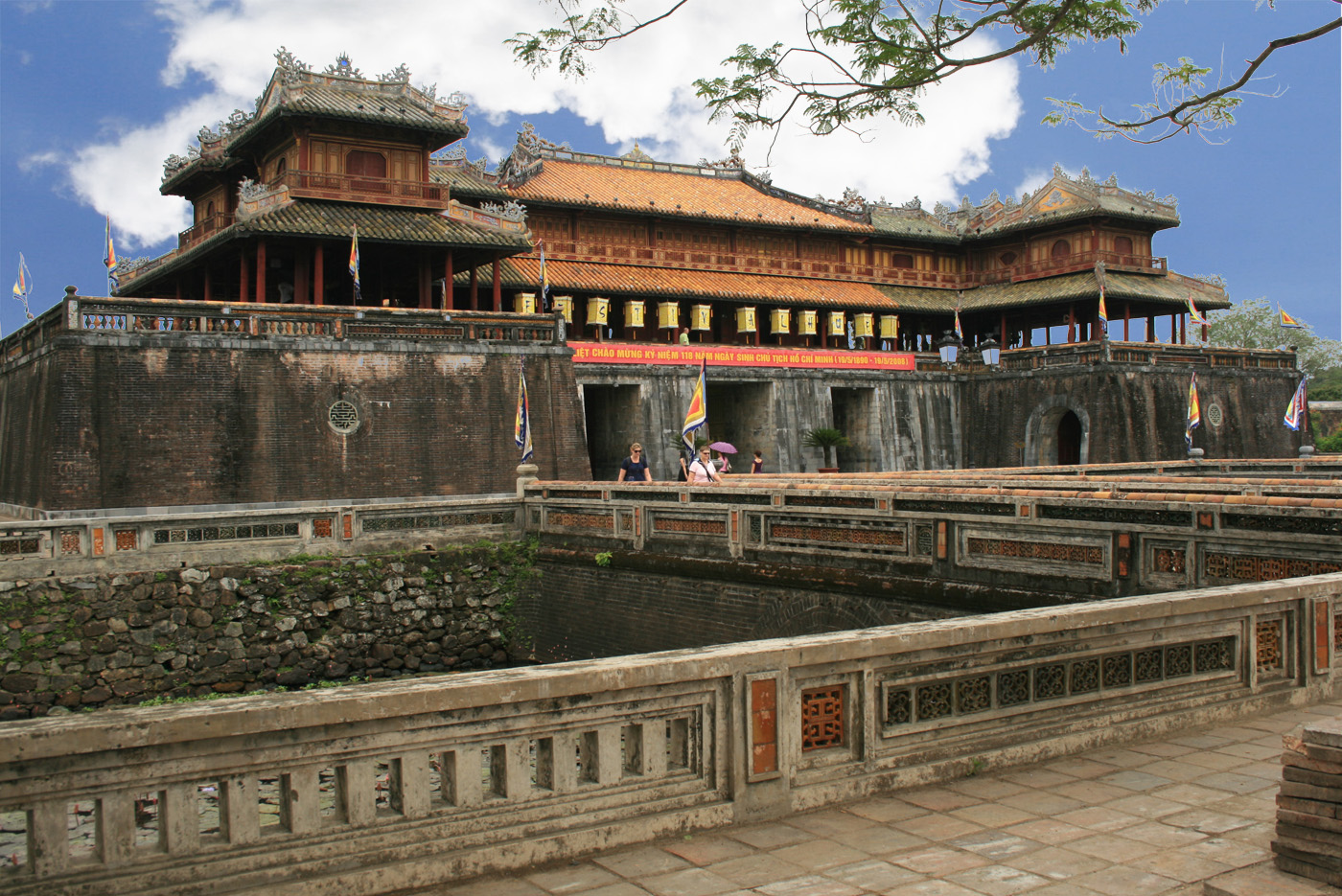
Ворота Нгомон

Достовірної інформації про дату появи слова «Хюе». На думку багатьох істориків, король Ле Тхань Тонг вперше згадував «Хюе» у своїй «Національної Поезії». У роботах тодішніх істориків старов'єтнамською мовою Ньо фіксовані тільки назви Фусуан або Столиця Кинь, а слова Хюе не було.
Вперше назва «Хюе» з'явилося у збірці «Книга історії В'єтнаму», яка була написаному сучасною в'єтнамською мовою Чан Чонг Кімом.
Серед іноземних документів, у мемуарах французького торговця П'єра Пуавра (Pierre Poivre), який прибув у Фусуан у 1749 році назва «Хюе» багаторазово повторювалась у вигляді Hué [10]. І пізніше, в «Латинсько-Аннамському словнику», том 2, видання 1838 р. в Індії, назву Хюе було нанесено на карту В'єтнаму.
На думку деяких істориків, назва «Хюе» швидше за все походить від слова «Хоа» у словосполученні Тхуан Хоа. У той час було покарання за прилюдне озвучування будь-якого слова, що схоже за вимовою на ім'я короля або його близьке оточення, а Нгуєн Нап Хоа — прямий правнук засновника династії Нгуєн [14].

## Історія та назва

### Тхуанхоа (в'єт.Thuận Hóa)
У 1306 році як шлюбний подарунок принцесі Хуен Чан два округи О і Рі, що належали чамському королю, перейшли у володіння феодальної династії Чан. Через рік король Чан Ань Тонг встановив владу в новій землі і перейменував їх у Тхуан і Хоа. При династії Пізнього Ле вони об'єдналися в одну провінцію і отримали назву Тхуанхоа (кит. 顺 化). У 1604 році Нгуєн Хоанг відділив район Дієн Бан від провінціяї Тхуанхоа і приєднав до провінції Куангнам. Таким чином за князів Нгуєн (XVII—XVIII ст.) провінція Тхуанхоа була розташована з південного боку перевалу Нганг до самого перевалу Хайван.

### Фусуан (в'єт.Phú Xuân)

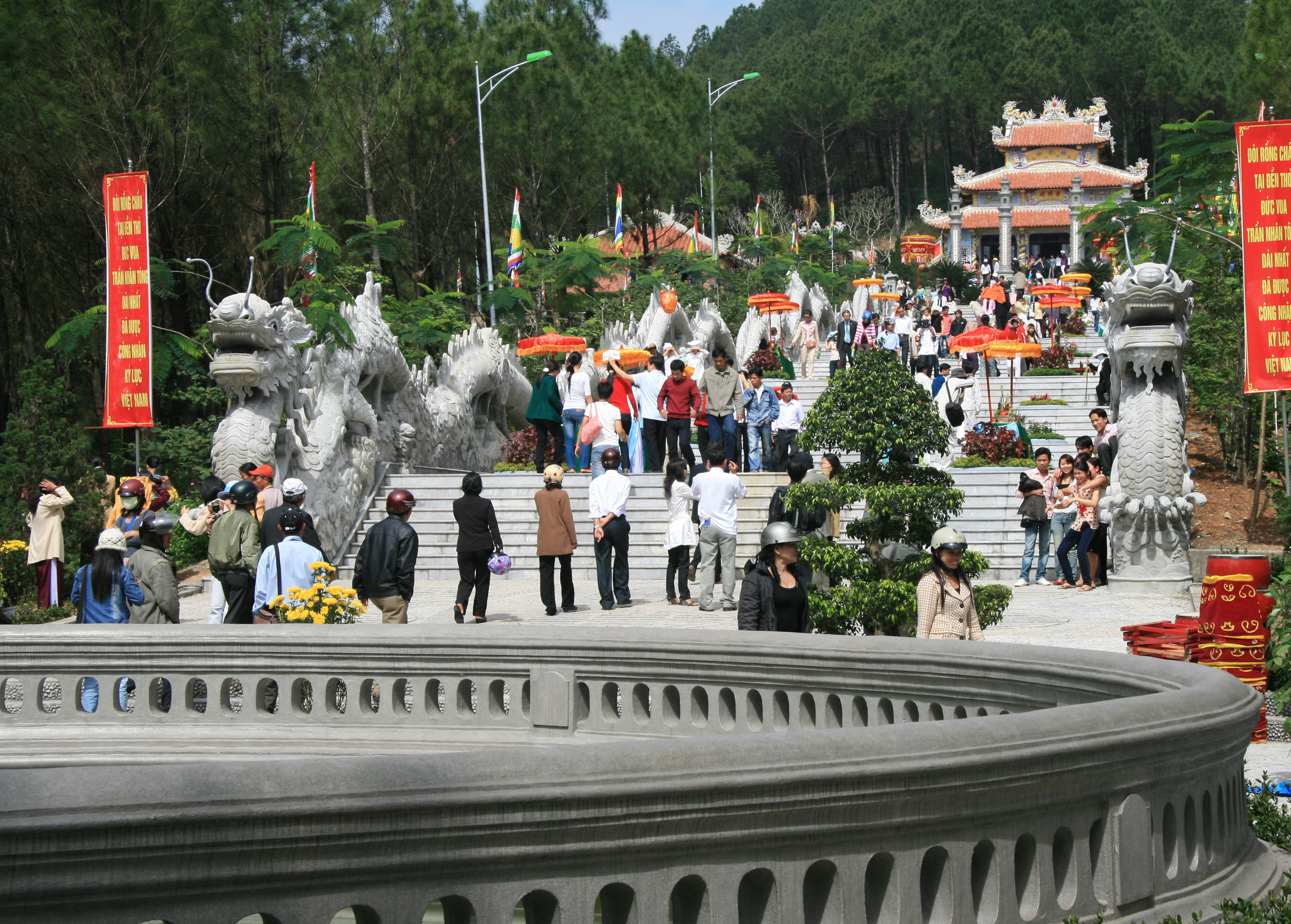
Мавзолей Чан Нян Тонг

У 1626 році з метою опору проти династії Чинь король Нгуєн Фук Нгуєн перевів свою резиденцію в село Фиокіен району Куангдіен провінції Тхиат'єн і поставив місто в королівське підпорядкування. У 1636 році король Нгуєн Фук Лан вибрав село Кімлонг району Хионгча своєю резиденцією. Пізніше, у 1687 році, король Нгуєн Фук Чан перевів резиденцію в село Фусуан (старов'єтн. 富春) району Хіонгча, а в 1712 році король Нгуєн Фук Тьу перевів її в село Баквонг району Куангдіен. Тільки з 1738 року, при королі Во Вионг Нгуєн Фук Хоат (1739—1765), резиденцією в'єтнамських королів остаточно ставав Фусуан. У цей час соціально-економічна міць значно збільшилася завдяки впровадженню безлічі нововведень, і сам король навіть розробив модель національного одягу «Аозай» для простого населення.
У 1802 році, після возз'єднання всього В'єтнаму, імператор Зя Лонг (1802—1820) назвав Фусуан столицею в'єтнамського феодального королівства.

### Хюе
Наприкінці XIX століття за економічними показниками центральна частина В'єтнаму залишилася досить далеко позаду від північної і південної областей країни. Необхідність укрупнення населених пунктів була очевидна. 20 жовтня 1898 року Імператорська канцелярія поклопоталася перед імператором Тхань Тхаєм про пошук підходящих місць і створення населених пунктів міського типу [19]. 12 липня 1899 року імператор Тхань Тхай видав Указ про формування містечка Хюе разом зі створенням 5 містечок: Тханьхоа, Вінь, Хойан, Куіньон і Фантхіек по всій території центрального В'єтнаму [21].
Після проголошення незалежності в 2 вересня 1945 р. Тимчасовий уряд Демократичної Республіки В'єтнам почало удосконалення адміністративного ладу. 21 грудня 1945 року було видано Указ № 77 про визнання восьми населених пунктів містами — Ханой, Хайфонг, Намдінь, Вінь, Хюе, Дананг, Далат і Сайгон. Крім столиці — Ханой, всі міста були в підпорядкуванні адміністрацій своїх провінцій.
Після розділу В'єтнаму на північну і південну частину, в період 1954—1975 років, місто опиняється на території Південного В'єтнаму. Після створення Республіки В'єтнам на південній половині В'єтнаму, президент Нго Дінь Дьєм почав проводити адміністративну реконструкцію по всій країні. В Указі № 57А від 24 жовтня 1956 року місто Хюе було за адміністративним статусом нарівні з провінцією Тхиатх'єн (ця модель залишалась до 1975 року).
Під час Війни возз'єднання В'єтнаму Хюе зіграв важливу роль у політичних і військових подіях. У лютому 1968 року під час Тетського наступу місто стало місцем жорстоких бойових дій. У 1975 році Хюе зіграв ключову роль у результаті війни.
Через 6 років після возз'єднання південної та північної частин В'єтнаму в 1981 році, до міста Хюе приєдналися майже всі навколишні його населені пункти. 24 серпня 2005 року урядом СРВ було видало Указ № 209/2005/QĐ-TTG про адміністративне підвищення і присвоєння Хюе статусу міста 1-ї категорії.
На знак визнання швидкого розвитку Хюе у 2025 році місто стало шостим муніципалітетом В'єтнаму із центральним управлінням. У рамках цього процесу Хюе приєднав до себе решту провінції Тхиатх'єн-Хюе для оптимізації управління.

## Архітектура

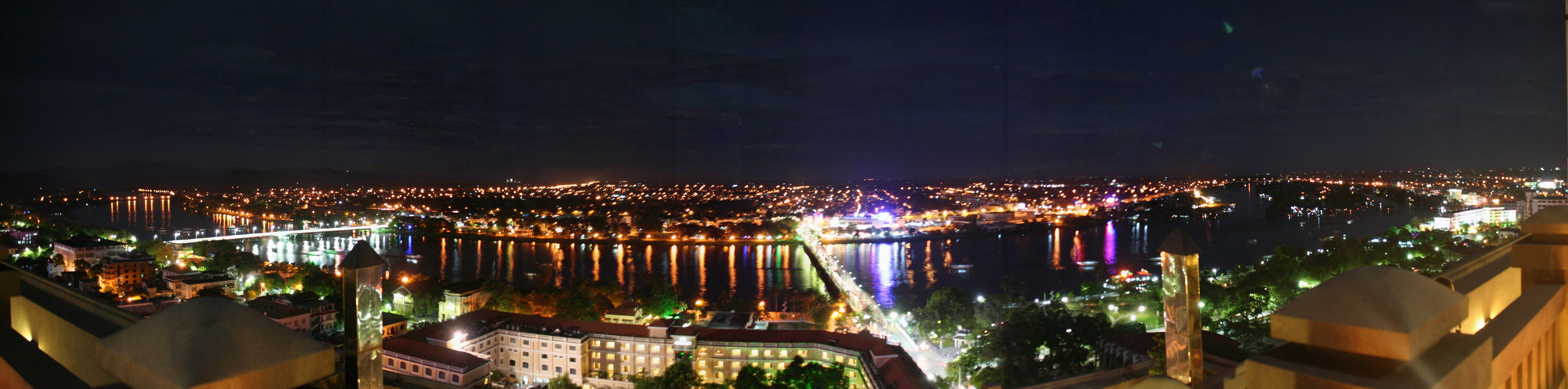
Хюе вночі

Архітектура Хюе багата і в ній поєднуються різні течії, королівське з практичним, релігійне з народним, традиційне із сучасним і західним. Наймасштабнішим і складним об'єктом архітектури є Комплекс реліквій Хюе, який було побудовано протягом понад півтора століття при династії Нгуєн. Комплекс пам'яток, що знаходиться у Хуе, у 1983 році було визнано ЮНЕСКО всесвітньою культурною спадщиною.

## Культура Хюе
Тхуанхоа — Фусуан — Хюе має свою історію близько 7 століть, починаючи з 1306 року. Поєднання етнічної культури Шахуінь місцевої народності т'ями і загальної культури Донгшон північної частини В'єтнаму сформували унікальну культурну спадщину. Крім того, через особливості місцевості, на Хюе вплинули і інші культури Південно-Східної Азії, Китаю, Індії.
Тому культура Хюе дуже багата і різноманітна, і ці характерні риси проявляються в багатьох областях діяльності, як в літературі, музиці, театрі, мистецтві, звичаях і повсякденних народних ритуалах.

### Придворна музика
Вона походить із восьми різних видів придворної музики при династії Ле, які під час правління династії Нгуєн перетворили на 2 основних види: Велику Музику і Просту (малу) Музику. Придворна музика «Н'я Н'як» у 2003 році була внесена в Репрезентативний Список нематеріальної культурної спадщини людства при ЮНЕСКО.

### Придворні танці
Вони складаються з 15 основних танців для ритуальних заходів, привітань, бенкету та різних художніх репертуарів. Різнобарвні оснащення, незвичайні костюми, гнучкі рухи з тонким співом показують високий розвиток традиційних народних танців.

### Народні наспіви
Вони охоплюють більш ніж 60 творів на мелодії північних і південних народностей В'єтнаму. За довгий час існування хюеський спів має багато елементів академічного вокалу і професійного співу. Супроводжує спів музичний оркестр з 5 струнних інструментів, різних дудок, барабанів та інших музичних наборів.

### Театр «Туонг»
Цей вид вистави бурхливо розвивався при династії Нгуєн, яка вважала його національним. У хюеській Цитаделі працювали кілька театрів «Туонг» та навчальний заклад Тхань Бінь, де навчалися майбутні актори. Був цілий склад артистів, які писали, обробляли і редагували вистави «Туонг».

### Мистецтво та народні художні промисли
Продовжуючи традицію стандартних китайських моделей, в'єтнамські ремісники створили унікальний вид декоративного мистецтва, який характерний лише для Хюе. Він успадковує найкращі оригінальні риси мистецтва т'ями і багато досягнень західного декоративного стилю.
При династії Нгуєн багато видів традиційних ремесел Хюе, такі як різьба по дереву, прикраси з перламутру, позолочене покриття, різьба по кості, шиття золотом, сріблом і перлами, ручне ткацтво, вишивка, в'язання еволюціонували до рівня вишуканості і розкоші. Багато видів народного живопису стали популярними і набули особливого стилю.

### Скульптура
У стародавній столиці Хюе скульптура отримала новий період розвитку з відомими творами з каменю, міді і дерева. У дерев'яній скульптурі, різьблені частини прикрашені рельєфними зображеннями, що надає вишуканості і естетичності. У прикладному мистецтві, крім традиційних ремесел В'єтнаму, у Хюе також виробляли різні високоякісні товари лакового мистецтва.

### Свята

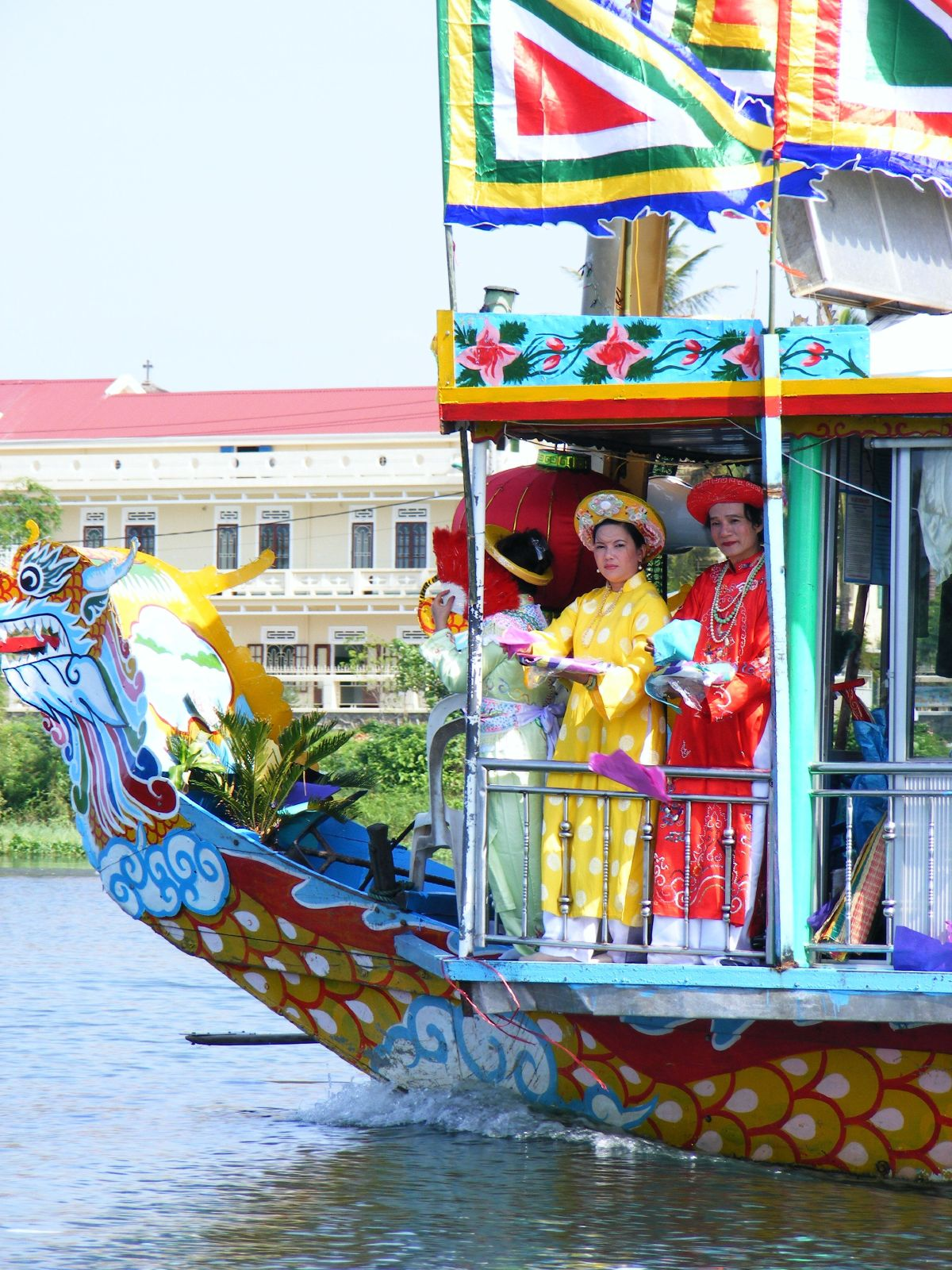
Фестиваль Хюе — 2008 р.

У Хюе існують два види святкування: королівське і народне. Королівське захід носить більше ритуальні, офіційні риси, ніж традиційні, а народне святкування дуже багато своїми краєвидами та масштабом. Типові свята: парад і церемонія вітання Богині Тхіен-і А-на за віруванням Чампа, різні фестивалі в пам'ять про родоначальників традиційних народних ремесел, сіл, громад. В урочистих та святкових заходах зазвичай організовують різноманітним цікаві культурно-спортивні змагання, як веслування, перетягування каната, боротьба, народне бойове мистецтво …

### Фестиваль Хюе
Як культурний захід державного масштабу, Фестиваль Хюе почали провести з 2000 року, один раз на 2 роки. Це не тільки важлива подія у культурному житті міста, а й необхідні кроки і підготовка до створення фестивального міста В'єтнаму.

### Кухня Хюе
Збережено понад 1000 рецептів страв хюеського походження, у тому числі кілька десятків особливих страв для королів династії Нгуєн. Народні кухні дуже популярні серед населення всієї країни і багаті меню з декількох сотень страв. Секрет їхнього успіху в ретельному приготуванні, гарному смаку та кольорі, різноманітному оформленні, акценті на «якість важливіша за кількість» і тонких способах прийому їжі.

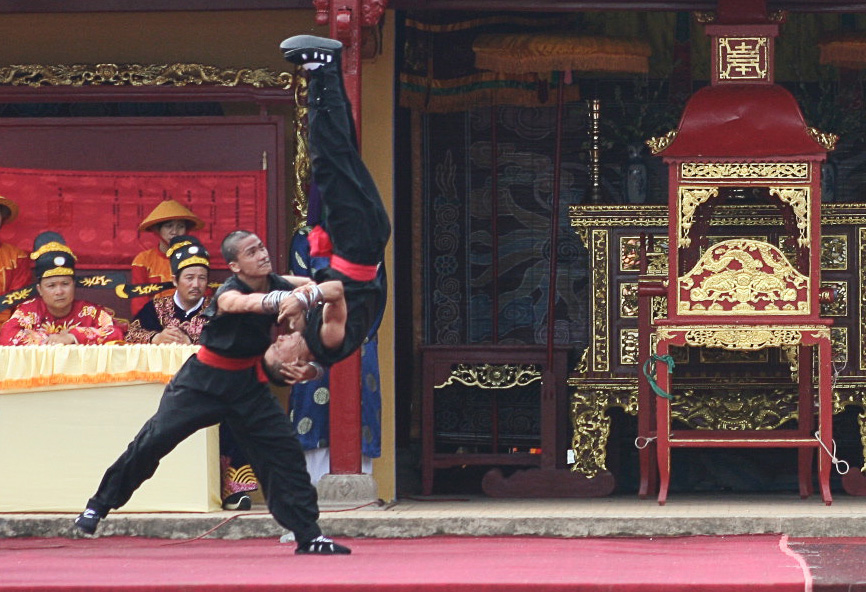
Бойове мистецтво — Фестиваль Хюе

### Бойове мистецтво
У районі Хюе працює багато відомих шкіл бойового мистецтва, що характернодля древньої столиці В'єтнаму. Види бойових мистецтв походять з Індії, Китаю, Таїланду, Лаосу, Бірми, Корея, Японії. Поряд з ними у Хюе існують деякі свої історичні школи з народними назвами: Ткана сорочка, Білий тигр, Шаолінь.

## Освіта

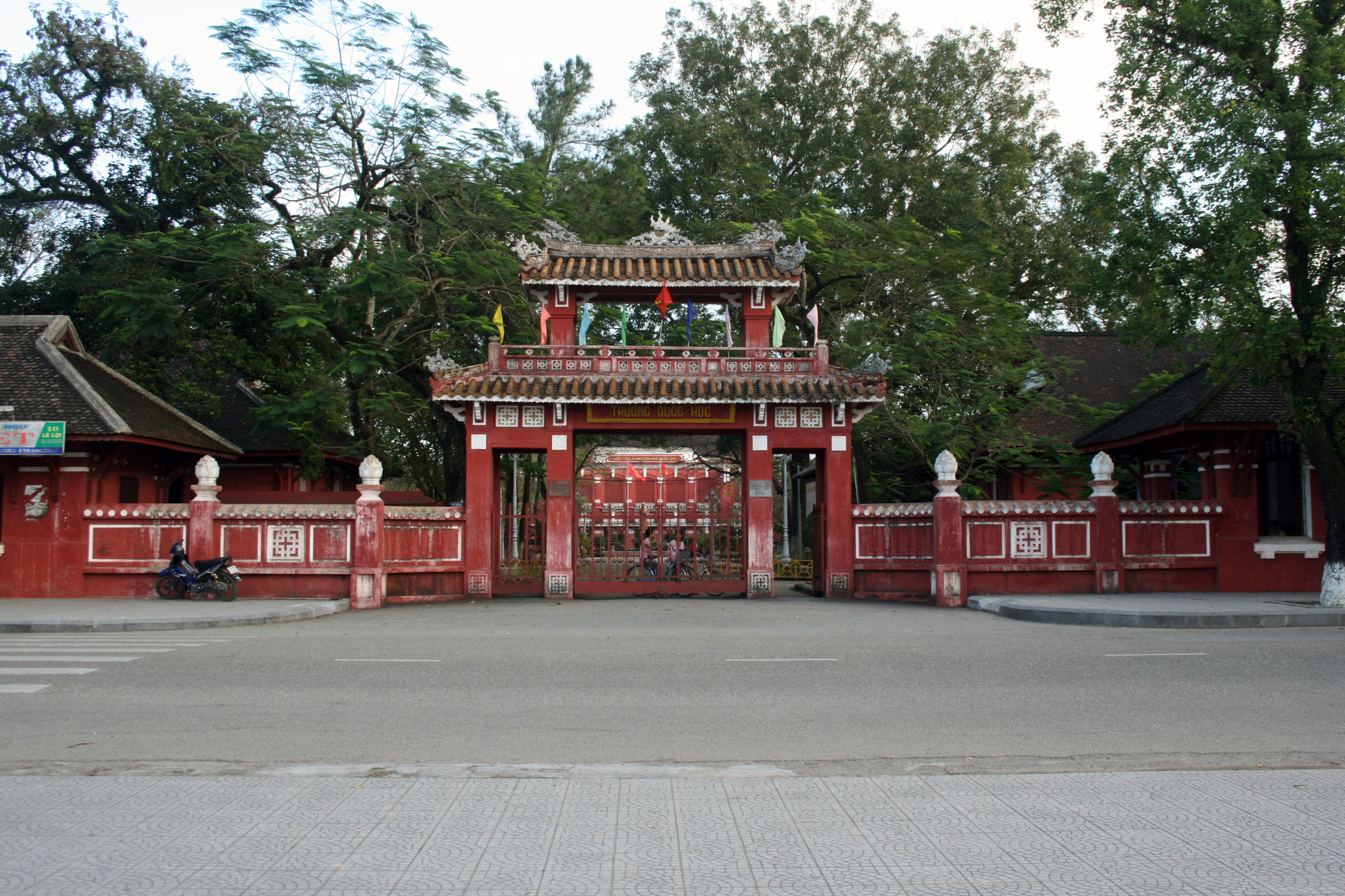
Національна Школа «Куок Хок»

У місті Хюе знаходиться Центр вищих навчальних закладів, який складається з 7 інститутів:
- Інститут мистецтв Хюе
- Хюеський педагогічний інститут
- Хюеський університет
- Хюеський медичний інститут
- Хюеський інститут сільського та лісового господарства
- Хюеський інститут іноземних мов
- Хюеський економічний інститут

## Визначні місця

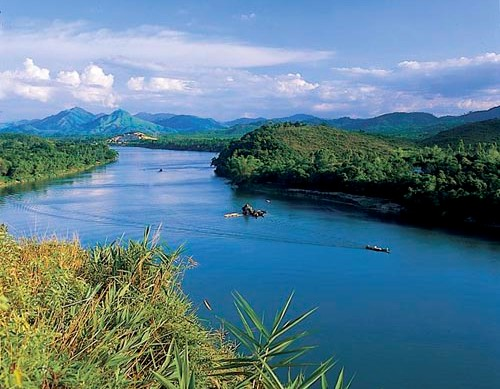
Річка Хіонг, пагорб Вонгкань

### Природні
- Гора Нгибінь
- Холм Вонгкань
- Гора Батьма
- Река Хіонг
- Пляжі Тхуанан і Лангко
- Лагуна Тамзанг

### Старовинна архітектура

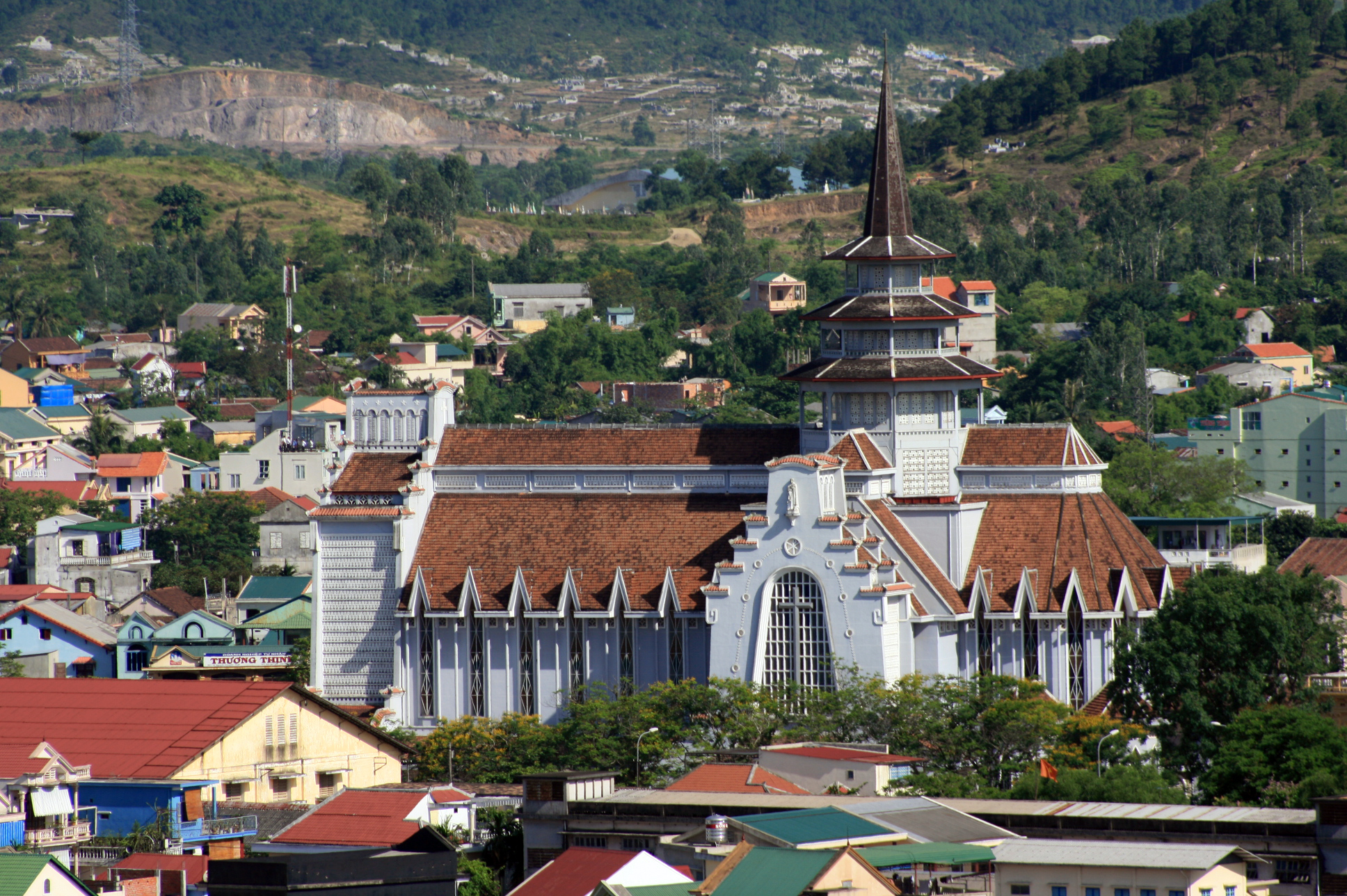
Церква ЧНІ Хюе

- Манеж тигрів (боротьба тигра зі слонами)
- Храм Літератури «Ванміеу» (Văn Miếu)
- Палац «Хонті»
- Міст плиток «Тхан'єоан»
- Старовинна школа «Куокхок»
- Монастир «Тхієна» (Thiên An)

### Пагоди
- Пагода Т'єнму (Thiên Mụ)
- Пагода Зіеуде (Diệu Ðế)
- Пагода Тидам (Từ Ðàm)
- Пагода Тихіеу (Từ Hiếu)

### Церкви
- Церква ЧНІ (Chúa Cứu Thế)
- Католицький собор Фукам (Phủ Cam)

## Галерея

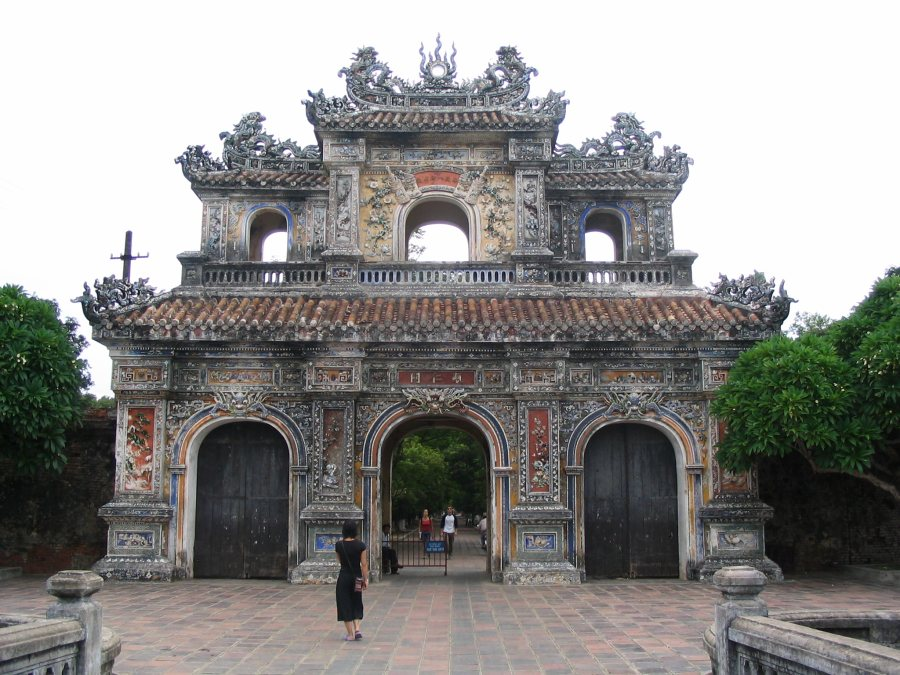
Ворота Х'єннйон (Hiển Nhơn)
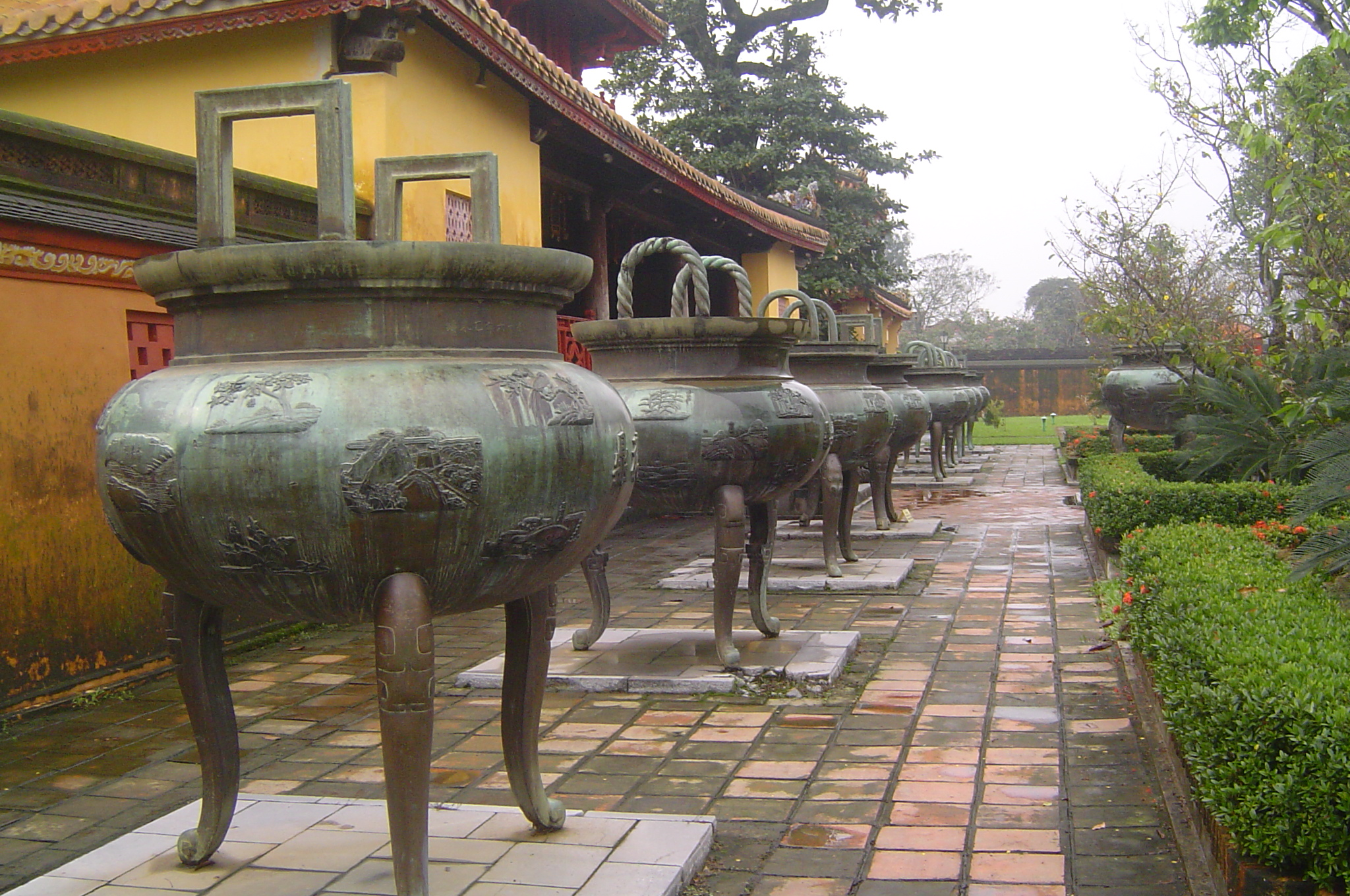
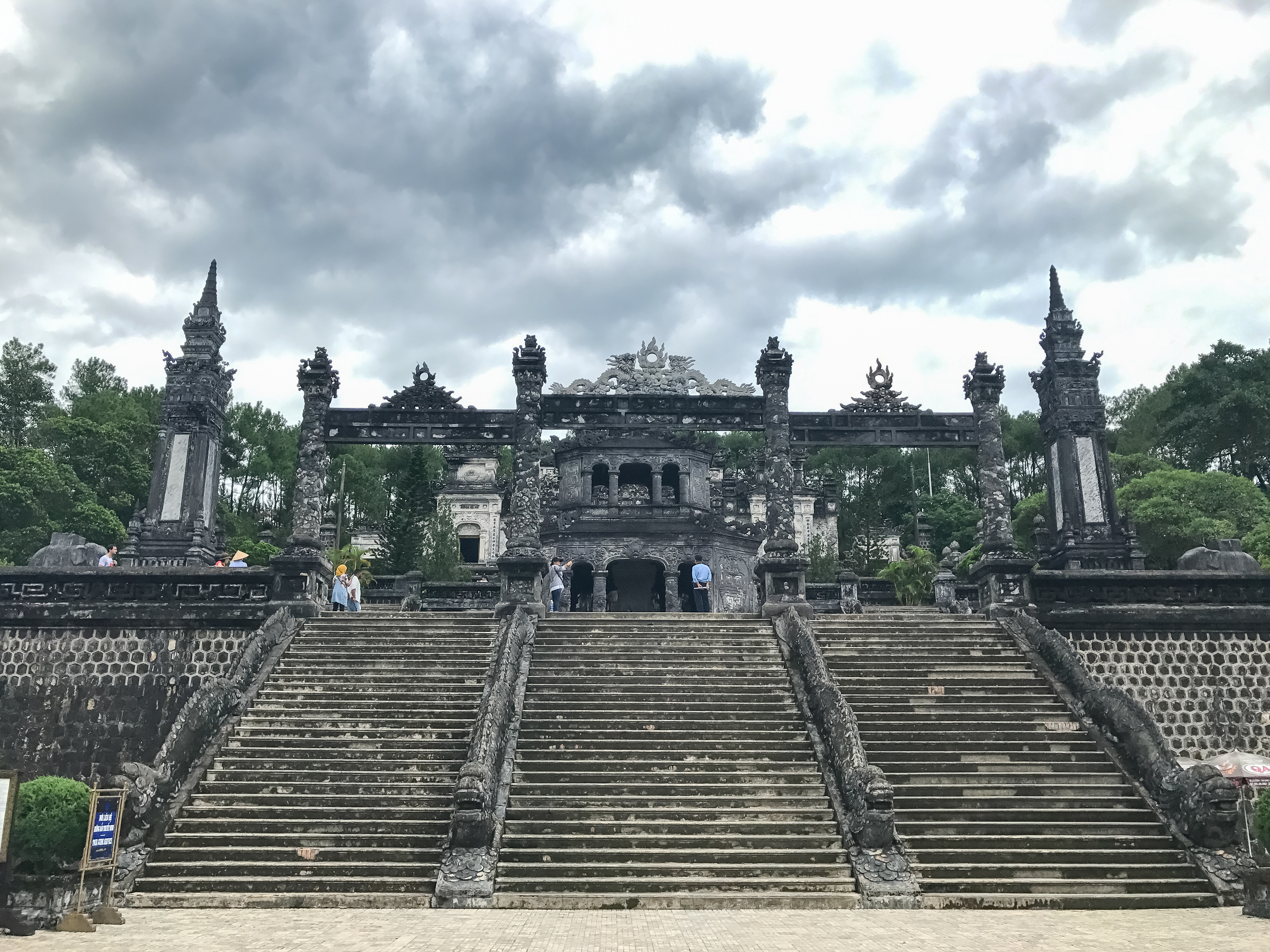
Гробниця імператора Кхай Диня
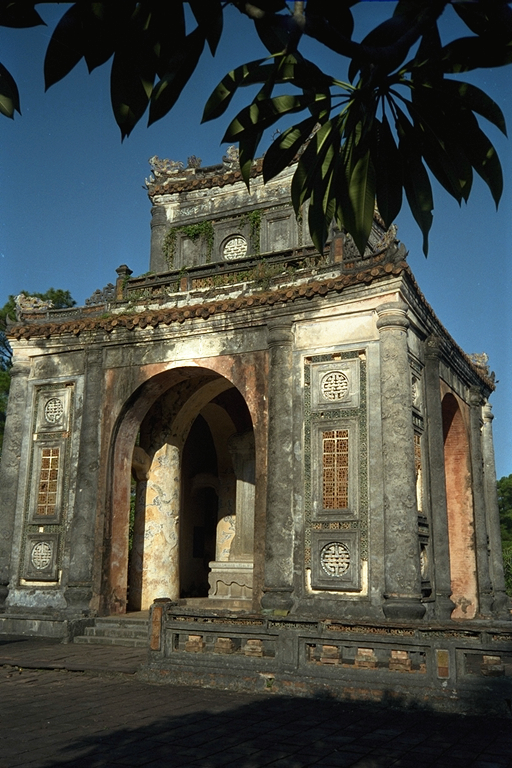
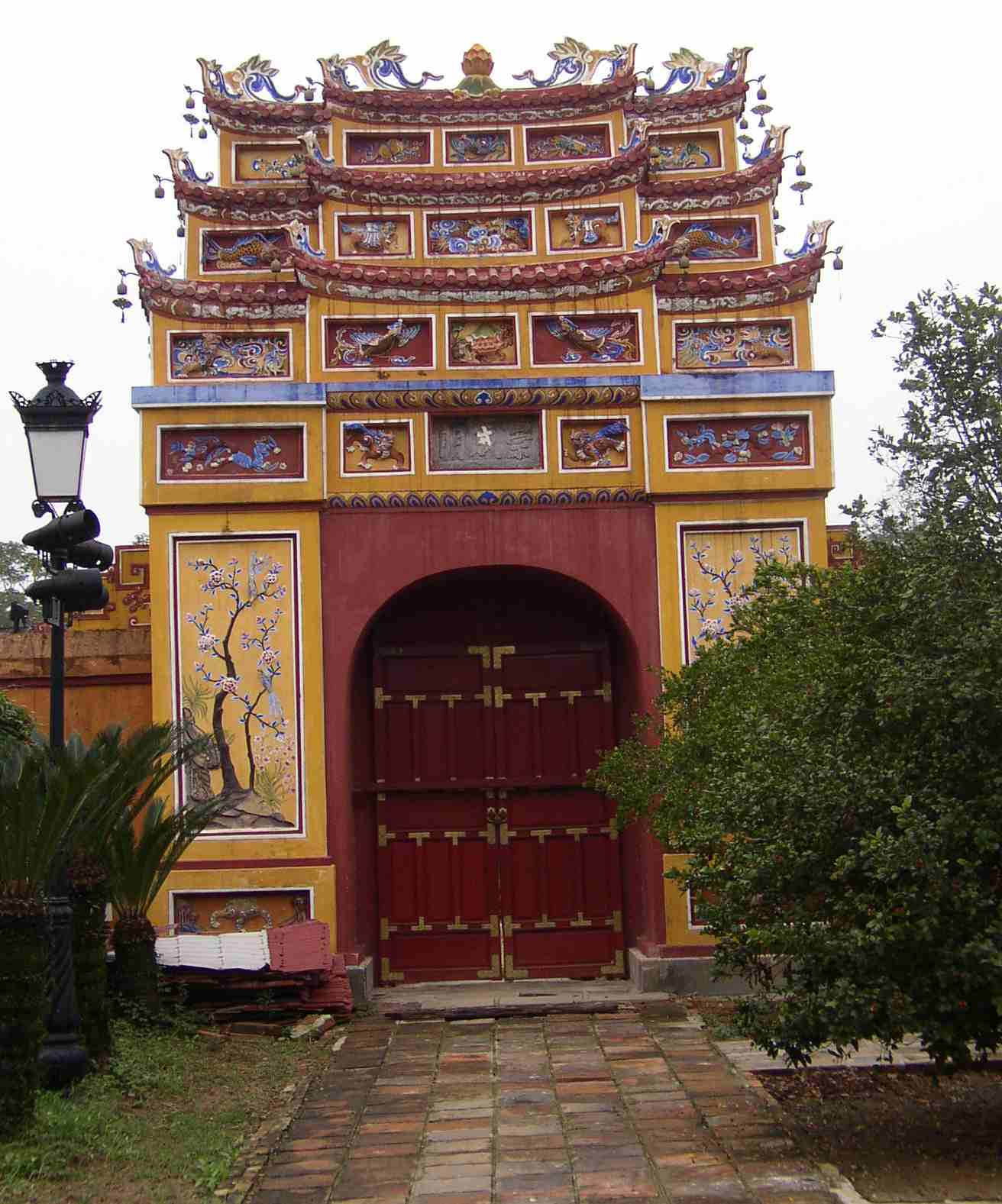
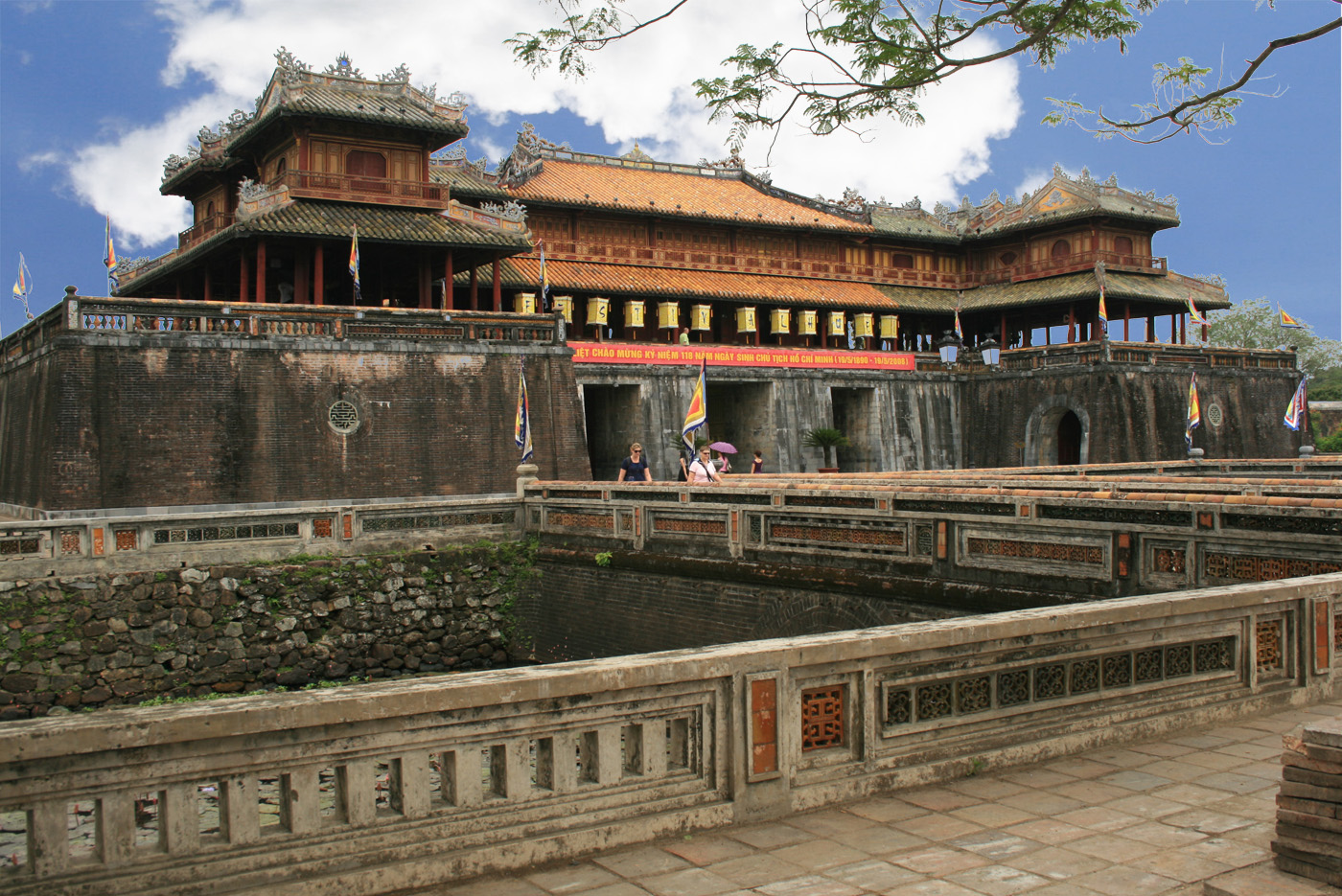